# Jocurile Olimpice de vară din 1896
Prima ediție a Jocurilor Olimpice moderne s-a desfășurat la Atena, Grecia în perioada 6 aprilie - 15 aprilie 1896. Aceste jocuri au fost primele Jocuri Olimpice care s-au desfășurat de când împăratul roman Teodosiu I a interzis Jocurile Olimpice în 393.
Din inițiativa lui Pierre de Coubertin, la primul congres al Comitetului Internațional Olimpic (CIO) din 18-23 iunie 1894 de la Paris s-a hotărât ca orașul Atena din Grecia să fie gazda Jocurilor Olimpice din 1896.
De asemenea latifundiarul român Evanghelie Zappa a avut o contribuție consistentă la reinițierea tradițiilor olimpice.
Au participat 14 țări și 241 de sportivi care s-au întrecut în 43 de probe din 9 sporturi. Deși numărul de participanți a fost mic după standardele de azi, pentru acea vreme a fost cea mai mare participare internațională la un eveniment sportiv. Ceremonia a fost deschisă de regele George I al Greciei chiar în ziua în care se sărbătoreau 75 de ani de la obținerea independenței Greciei.
În spiritul tradiției antice grecești, femeile nu au luat parte la aceste prime întreceri olimpice. Stamata Revithi poreclită Melpomene după muza tragediei în mitologia greacă a protestat alergând maratonul pe 11 aprilie, a doua zi după proba desfășurată de sportivii bărbați.
După jocuri, De Coubertin și CIO împreună cu regele George I și alți competitori de la Atena au cerut ca toate Jocurile Olimpice să se desfășoare la Atena. Totuși Jocurile Olimpice de vară din 1900 erau planificate să aibă loc la Paris și excluzând așa numitele Jocuri Intercalate din 1906, Olimpiada a revenit la Atena abia în anul 2004.

## Organizare
- În locul unei arene antice s-a ridicat Stadionul Panathinaikos, construit în formă de „U”.

- Numărul de spectatori la ceremonia de deschidere a fost estimat la 80.000 de spectatori.
- Mai mult de jumătate din totalul sportivilor înscriși în concurs au aparținut Greciei.
- Proba de maraton (40 km) s-a desfășurat pe același traseu pe care soldatul atenian Philipides l-a străbătut cu 2.386 de ani înainte pentru a anunța atenienilor victoria în fața perșilor.

## Sporturi olimpice
| - Atletism - Ciclism - Gimnastică | - Haltere - Lupte - Natație | - Scrimă - Tenis de câmp - Tir |  |

## Țări participante

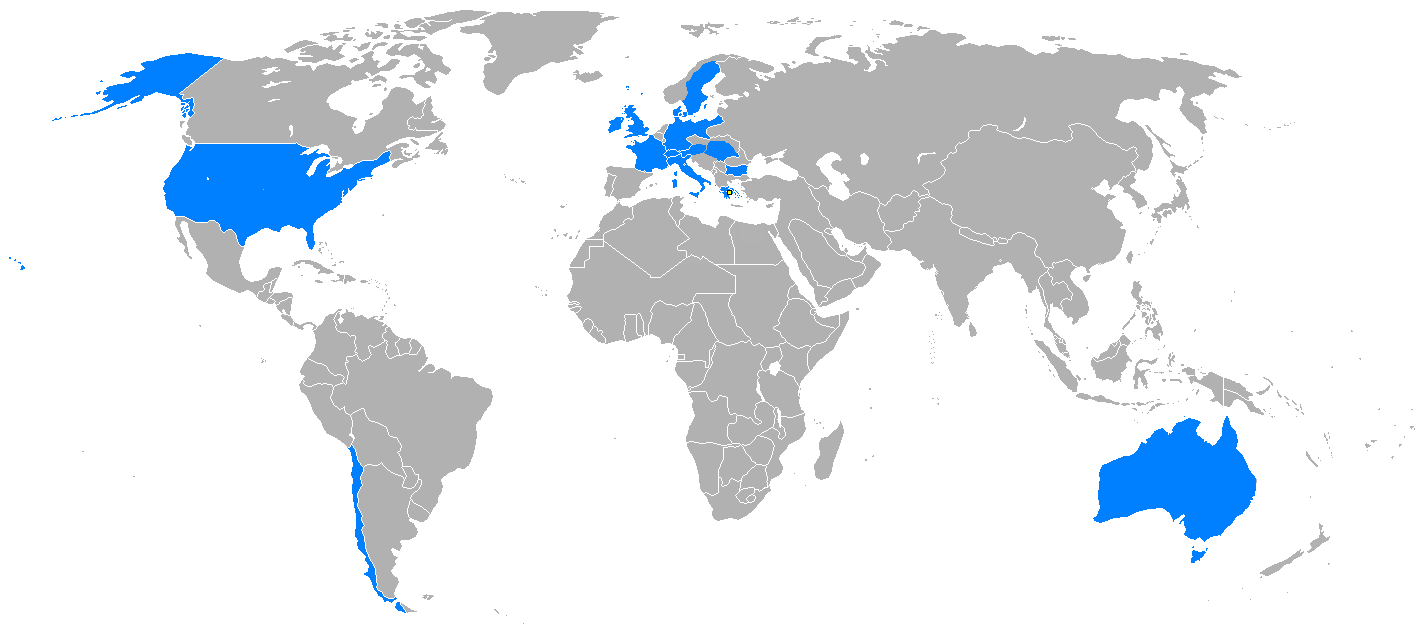

Comitetul Internațional Olimpic oferă o reprezentare de 14 țări participante dar nu există o listă a lor. Următoarele 14 sunt probabil țările incluse de CIO: Australia, Austria, Marea Britanie, Bulgaria, Chile, Danemarca, Elveția, Franța, Germania, Grecia, Italia, SUA, Suedia și Ungaria.
Unele surse dau o listă de 12 țări participante, excluzând Chile și Bulgaria iar altele o listă de 13 țări, incluzându-le pe cele două și excluzând Italia.

## Evenimente marcante
- Prima ceremonie de deschidere:  Regele George declară deschise jocurile. La 5 aprilie 1896 a avut loc ceremonia de inaugurare a primei Olimpiade din epoca modernă, la o data specială: Paștele, atât pentru cei de rit catolic, cât si pentru cei de rit ortodox. Întâmplator sau nu, ziua de 6 aprilie, data de incepere a competițiilor, coincidea și cu comemorarea independenței Greciei.
- La intonarea imnului olimpic, cântat de nouă orchestre și de un cor de circa 150 membri, a fosy prezentă familia regală: regele, regina si prințul moștenitor au asistat la manifestare și au declarat deschise oficial Jocurile.
- Jocurile Olimpice au fost redate lumii de către un francez, baronul normand Pierre de Frédy, baron de Coubertin(De Coubertin, pentru Istorie). Cu nițel sânge sicilian prin vene si o mare dragoste pentru sportul englezesc deja născut si bine dezvoltat, de Coubertin avea o dragoste la fel de mare pentru poezia și arta Greciei, o moștenire de familie demnă de luat in seamă. Regele Greciei îmbrățișează imediat ideea lui Coubertin, chiar daca pentru a construi un stadion atenian era nevoie să apeleze la ajutorul financiar al unui foarte bogat negustor elen. Femeile nu au fost admise la Olimpiadă, conform unui decret semnat de însuși de Coubertin.
- La jocurile antice primul laureat a fost Corebo, caștigător in 776 î.Hr. al cursei stadionului (pe un traseu ce măsura 192 de metri si 30 de centimetri); la jocurile moderne, prima medalie de aur i-a revenit americanului James Brendan Connolly, în proba de triplu salt, câștigată cu o saritură de 13,71 metri.
- Singurul italian înscris, maratonistul Carlo Airoldi, ajuns până în Atena pe jos, a fost descalificat pentru că era profesionist: concura, de câtva timp, pe bani si avea calități deosebite de alergător. Despre un alt italian, care se pare că era trăgător de tir, se știe foarte puțin.
- Proba de 100 de metri fiind primul eveniment sportiv desfășurat la Olimpiadă, primul câștigător olimpic poate fi considerat americanul Francis Lane care a terminat cursa în 12,2 secunde.
- În fața publicului său, grecul Spiridon Louis a câștigat proba de maraton. Aceasta a fost singura cursă la care a participat dar victoria l-a făcut erou național al Greciei.
- Învingător la gimnastică, germanul Carl Schumann a reușit performanța să termine învingător și la lupte.

## Clasamentul pe medalii
Legendă
      Țara gazdă
| Loc | Țară                       | Aur | Argint | Bronz | Total |
| --- | -------------------------- | --- | ------ | ----- | ----- |
| 1   | Statele Unite ale Americii | 11  | 7      | 2     | 20    |
| 2   | Grecia                     | 10  | 17     | 19    | 46    |
| 3   | Germania                   | 6   | 5      | 2     | 13    |
| 4   | Franța (FRA)               | 5   | 4      | 2     | 11    |
| 5   | Marea Britanie (GBR)       | 2   | 3      | 2     | 7     |
| 6   | Ungaria                    | 2   | 1      | 3     | 6     |
| 7   | Austria                    | 2   | 1      | 2     | 5     |
| 8   | Australia                  | 2   | 0      | 0     | 2     |
| 9   | Danemarca (DEN)            | 1   | 2      | 3     | 6     |
| 10  | Elveția (SUI)              | 1   | 2      | 0     | 3     |

## Galerie de imagini

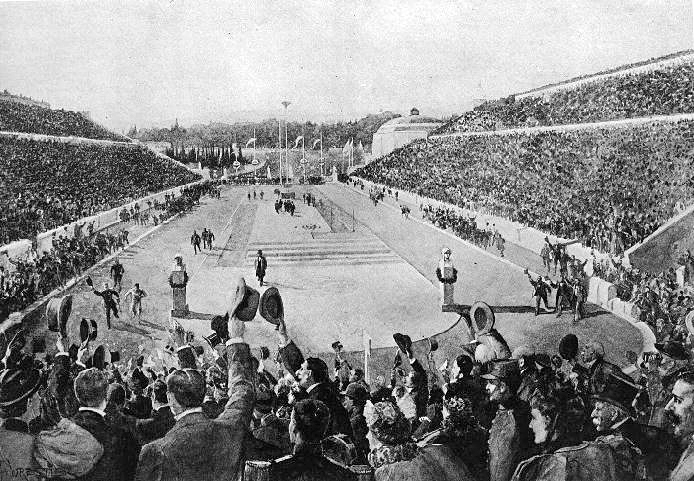
Sosirea în proba de maraton pe Stadionul Panathinaikos
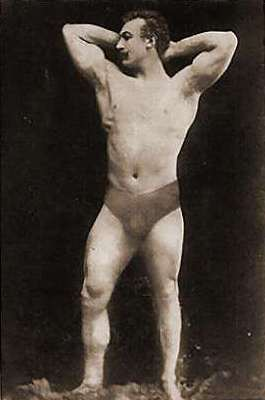
Launceston Elliot câştigător la haltere
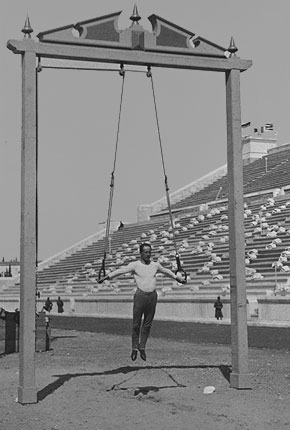
Herman Weingartner la inele
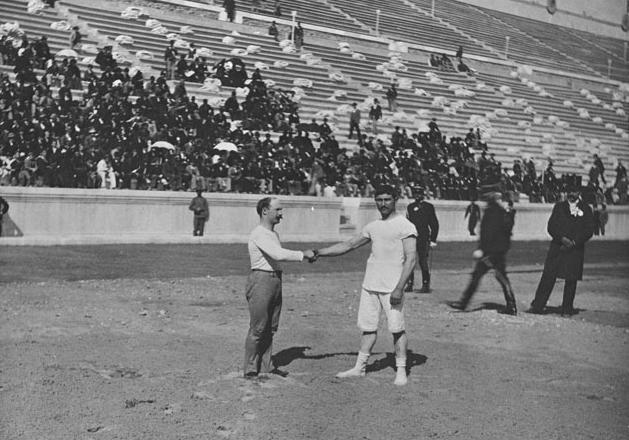
Carl Schuhmann și Giorgios Tsitas
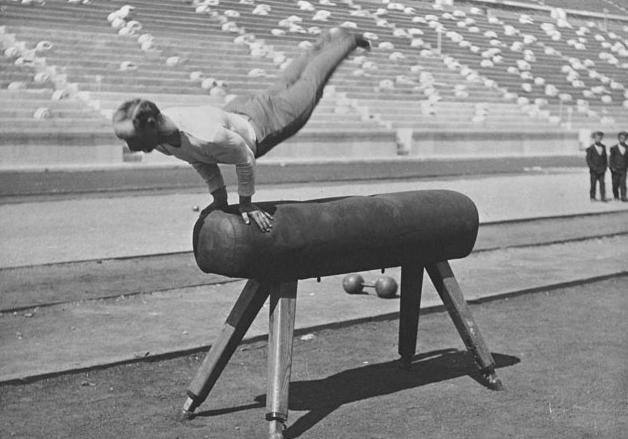
Carl Schuhmann
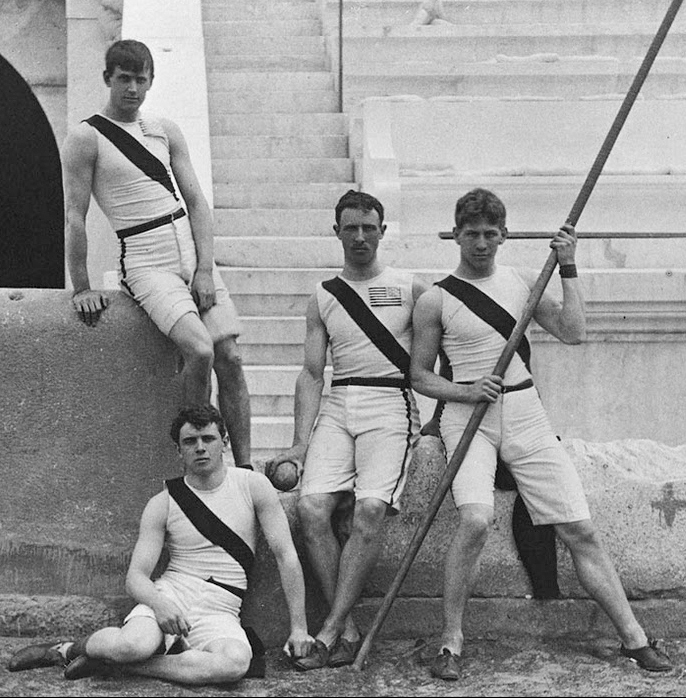
Echipa Universităţii Princeton
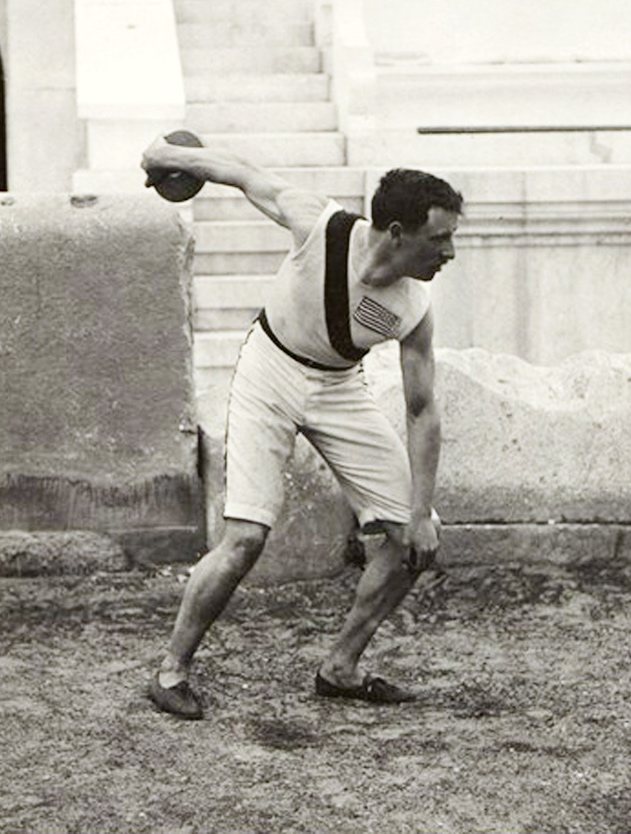
Robert Garret
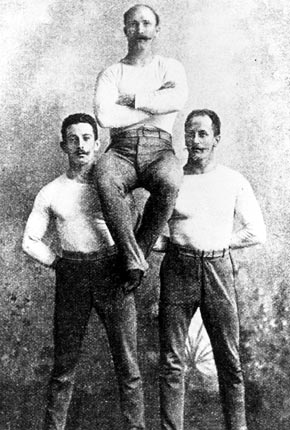
Alfred Flatow, Carl Schuhmann și Hermann Weingartner (de la dreapta)